# Liste der Baudenkmale in Oldenburg (Oldb) – Uferstraße
In der Liste der Baudenkmale in Oldenburg (Oldb) – Uferstraße stehen alle Baudenkmale der Uferstraße in Oldenburg (Oldb). Der Stand der Liste ist das Jahr 2022.

## Allgemein
In den Spalten befinden sich folgende Informationen:
- Lage: die Adresse des Baudenkmales und die geographischen Koordinaten. Kartenansicht, um Koordinaten zu setzen. In der Kartenansicht sind Baudenkmale ohne Koordinaten mit einem roten Marker dargestellt und können in der Karte gesetzt werden. Baudenkmale ohne Bild sind mit einem blauen Marker gekennzeichnet, Baudenkmale mit Bild mit einem grünen Marker.
- Bezeichnung: Bezeichnung des Baudenkmales
- Beschreibung: die Beschreibung des Baudenkmales. Unter § 3 Abs. 2 NDSchG werden Einzeldenkmale und unter § 3 Abs. 3 NDSchG Gruppen baulicher Anlagen und deren Bestandteile ausgewiesen.
- ID: die Objekt-ID des Baudenkmales
- Bild: ein Bild des Baudenkmales, ggf. zusätzlich mit einem Link zu weiteren Fotos des Baudenkmals im Medienarchiv Wikimedia Commons. Wenn man auf das Kamerasymbol klickt, können Fotos zu Baudenkmalen aus dieser Liste hochgeladen werden:

Zurück zur Hauptliste
| Lage                                     | Bezeichnung | Beschreibung | ID       | Bild |
| ---------------------------------------- | ----------- | --- | -------- | ---- |
| Uferstraße 16 53° 8′ 3″ N, 8° 13′ 19″ O  | Wohnhaus    | zweigeschossiges, verputztes Wohnhaus auf hohem Sockelgeschoss verschnittenen Walm- und Krüppelwalmdächern. Vierachsige Fassade, linke Seite vorgezogen mit giebelständigem Krüppelwalmdach. Zwischen 1905 und 1910 errichtet. Vorgarten und bauzeitlicher Eisenzaun.                                                                                             | 37470323 | BW   |
| Uferstraße 18 53° 8′ 4″ N, 8° 13′ 19″ O  | Wohnhaus    | Zweigeschossiger verputzter Massivbau auf hohem Sockelgeschoss unter Walmdach. Dreigeschossiger Risalit mit giebelständigem Krüppelwalmdach; linke Achse mit loggienartigen Balkonen. Anfang des 20. Jahrhunderts errichtet. Vorgarten und bauzeitlicher Eisenzaun.                                                                                               | 37470348 | BW   |
| Uferstraße 20 53° 8′ 4″ N, 8° 13′ 20″ O  | Wohnhaus    | Um 1910 errichteter zweigeschossiger verputzter Massivbau auf Sockelgeschoss unter Mansarddach. Fassade mit polygonalem Mittelrisalit, Austritt im Mansardgeschoss. Vorgarten. | 37470373 | BW   |
| Uferstraße 22 53° 8′ 4″ N, 8° 13′ 20″ O  | Wohnhaus    | Anfang des 20. Jahrhunderts errichteter zweigeschossiger, verputzter Massivbau auf Sockelgeschoss unter Mansarddach. Zweigeschossiger Risalit mit giebelständigem Dach. Rechte Fassadenhälfte halbrund vorgezogen. Festonfries an der Traufe. Vorgarten und bauzeitlicher Eisenzaun.                                                                              | 37470398 | BW   |
| Uferstraße 24 53° 8′ 5″ N, 8° 13′ 20″ O  | Wohnhaus    | 1909 von Johann Heinrich Barkemeyer errichteter zweigeschossiger Massivbau au Sockelgeschoss unter Mansarddach. Gestaffelte Fassade mit dreiseitigem Erker und geschweiftem Zwerchgiebel. Flach aufgeputztes Dekor in Jugendstilformen. Vorgarten und bauzeitlicher Eisenzaun.                                                                                    | 37470423 | BW   |
| Uferstraße 26 53° 8′ 5″ N, 8° 13′ 21″ O  | Wohnhaus    | Zweigeschossiger verputzter Massivbau auf Sockelgeschoss unter Krüppelwalmdach. Dreigeschossiger Risalit, ebenfalls unter Krüppelwalmdach, mit polygonalem zweigeschossigen Erker. Vorgarten und bauzeitliche Einfriedung. | 37470448 | BW   |
| Uferstraße 28 53° 8′ 6″ N, 8° 13′ 21″ O  | Wohnhaus    | Zweigeschossiger verputzter Massivbau auf Sockelgeschoss unter Krüppelwalmdach. Dreigeschossiger Risalit, ebenfalls unter Krüppelwalmdach, mit polygonalem zweigeschossigen Erker. Festonfries an der Traufe. Vorgarten und bauzeitliche Einfriedung. | 37470473 | BW   |
| Uferstraße 30 53° 8′ 6″ N, 8° 13′ 22″ O  | Wohnhaus    | 1907 errichteter eineinhalbgeschossiger, verputzter Massivbau auf Sockelgeschoss. An der Straßenseite zweigeschossiger Vorbau mit giebelständigem Krüppelwalmdach. Fassadendekor in Form von Putzvorlagen. Über dem Eingang Festondekor. Vorgarten. | 37470498 | BW   |
| Uferstraße 32 53° 8′ 7″ N, 8° 13′ 22″ O  | Wohnhaus    | Eingeschossiges Wohnhaus auf Sockelgeschoss unter giebelständigem Mansardkrüppelwalmdach. Fassade mit polygonalem Erker. Vorgarten. | 37470523 | BW   |
| Uferstraße 34 53° 8′ 7″ N, 8° 13′ 22″ O  | Wohnhaus    | Eingeschossiger, verputzter Massivbau unter giebelständigem Mansardkrüppelwalmdach. Vierachsige Fassade mit seitlichem, polygonalem Erker mit Austritt im OG. Vorgarten. | 37470548 | BW   |
| Uferstraße 54 53° 8′ 12″ N, 8° 13′ 27″ O | Wohnhaus    | Anfang des 20. Jahrhunderts errichtetes zweigeschossiges Wohnhaus. Gestaffelte Fassade mit polygonalem, giebelbekrönten Seitenrisalit. Vorgarten und bauzeitliche Einfriedung. Im Inneren bauzeitliche Innenausstattung (Terrazzoböden, Treppenhaus, Innentüren, Dielenböden und Stuckdecken).                                                                    | 37470570 | BW   |
| Uferstraße 56 53° 8′ 13″ N, 8° 13′ 27″ O | Wohnhaus    | Anfang des 20. Jahrhunderts errichteter zweigeschossiger Putzbau auf Sockelgeschoss unter verschnittenen Krüppelwalmdächern. Dreiachsiger Gebäudeteil mit giebelständigem Krüppelwalmdach, rechts vorgezogene Wintergärten im Erd- und OG. Vorgarten und bauzeitliche Einfriedung.                                                                                | 37470592 | BW   |
| Uferstraße 58 53° 8′ 13″ N, 8° 13′ 28″ O | Wohnhaus    | Zweigeschossiger, verputzter Massivbau unter Walmdach. Vierachsige Fassade mit seitlichem Risalit unter Satteldach, vorgelagert ein eingeschossiger Erker. Seitlich zweigeschossiger Eingangsvorbau mit traufständigem Satteldach. Baudekor in Form von aufgeputzten Fensterrahmungen und Traufgesims in Jugendstilformen. Vorgarten und bauzeitlicher Eisenzaun. | 37470614 | BW   |
| Uferstraße 60 53° 8′ 14″ N, 8° 13′ 28″ O | Wohnhaus    | Zweigeschossiger, verputzter Massivbau unter traufständigem Krüppelwalmdach aus dem Anfang des 20. Jahrhunderts. Fassade mit dreiachsigem Risalit mit giebelständigem Krüppelwalmdach. Rechts eingeschossiger Vorbau mit Austritt. Eingangsvorbau an der Nordseite. Vorgarten.                                                                                    | 37470636 | BW   |
| Uferstraße 62 53° 8′ 14″ N, 8° 13′ 28″ O | Wohnhaus    | Um 1905 errichtetes zweigeschossiges Wohnhaus auf hohem Sockelgeschoss unter Mansarddach. Mittig polygonaler Erker, auf der rechten Seite Balkone. Fassadendekor in Form von Eckpilastern, Segmentbogenverdachungen und Blendbalustern. Vorgarten. | 37470658 | BW   |